# Església Vermella (Brno)
L'Església Vermella (en txec: Červený kostel) és una església protestant de Brno, República Txeca. Va ser dissenyada per l'arquitecte Heinrich von Ferstel i construïda entre 1863 i 1867. Actualment és utilitzada per l'⁣Església Evangèlica dels Germans Txecs. L'edifici és un monument cultural.